# Louise Eriksen
Louise Dannemann Eriksen (Middlefart, 11 settembre 1995) è una calciatrice danese, centrocampista del Como 1907.
È la sorella minore di Christian, anch'egli calciatore che gioca nel medesimo ruolo e che vanta oltre 100 presenze con la maglia della nazionale danese. Fu lui a trasmetterle la passione per il calcio.

## Carriera

### Club
Eriksen cresce calcisticamente nel Kolding IF, club di Kolding, città nella regione della Danimarca Meridionale. Dopo aver giocato nelle sue formazioni giovanili, dalla stagione 2015-2016 è aggregata alla prima squadra debuttando in Elitedivisionen, primo livello del campionato danese femminile di calcio, per rimanere importante cardine del reparto difensivo della squadra fino a diventarne capitano e ottenendo come migliore risultato in campionato il 3º posto nella stagione 2016-2017. Rimane in organico anche dopo l'assorbimento della squadra da parte del Kolding IF, nel settembre 2021, indossando la maglia del club per altre due stagioni.
Durante la sessione estiva di calciomercato 2022 decide di continuare la carriera all'estero, scegliendo di trasferirsi in Italia e contribuire nel ritorno della Lazio nella massima serie italiana.
Alla prima stagione con le aquilotte, sotto la guida di Massimiliano Catini e, dalla 28ª, di Gianluca Grassadonia è l'unica giocatrice biancazzurra a marcare tutte le presenze, 30 in Serie B e 2 in Coppa Italia, contribuendo anche con tre reti a una stagione di alta classifica che vede la Lazio fallire la promozione per aver perso lo scontro diretto con il Napoli alla 27ª giornata. Dopo aver rinnovato il contratto per un'altra stagione, con 6 reti su 28 presenze in campionato è tra le maggiori artefici della promozione in Serie A dopo due campionati in cadetteria. Rimasta in organico anche per una terza stagione continua a riscuotere la fiducia di Grassadonia marcando 25 presenze in campionato e 2 in Coppa Italia, raggiungendo un'agevole salvezza grazie all'ottimo 6º posto assoluto, dopo il 7º nella prima fase, e primo della poule salvezza.
Conclusi gli obblighi contrattuali, durante la sessione estiva di calciomercato 2025 viene annunciato il suo trasferimento al Como 1907, sposando il progetto del club lariano di allestire un organico in grado di puntare alla promozione in massima serie dopo aver ottenuto un posto nel campionato di Serie B 2025-2026 acquisendo il titolo sportivo del ChievoVerona FM.

### Nazionale
Eriksen venne convocata per la prima volta dalla Federcalcio danese nel 2011, per vestire la maglia della formazione under 16 nella doppia amichevole del 13 e 15 maggio con le pari età della Svezia.
Dopo di allora viene invitata a uno stage con la under 19 senza poi essere mai stata convocata.

## Statistiche

### Presenze e reti nei club
Statistiche aggiornate al 3 maggio 2025.
| Stagione        | Squadra         | Campionato      | Campionato | Campionato | Coppe nazionali | Coppe nazionali | Coppe nazionali | Coppe Internazionali | Coppe Internazionali | Coppe Internazionali | Altre coppe | Altre coppe | Altre coppe | Totale | Totale |
| Stagione        | Squadra         | Comp            | Pres       | Reti       | Comp            | Pres            | Reti            | Comp                 | Pres                 | Reti                 | Comp        | Pres        | Reti        | Pres   | Reti   |
| --------------- | --------------- | --------------- | ---------- | ---------- | --------------- | --------------- | --------------- | -------------------- | -------------------- | -------------------- | ----------- | ----------- | ----------- | ------ | ------ |
| 2022-2023       | Lazio           | B               | 30         | 3          | CI              | 2               | 0               |                      | -                    | -                    |             | -           | -           | 32     | 3      |
| 2023-2024       | Lazio           | B               | 28         | 6          | CI              | 1               | 0               |                      | -                    | -                    |             | -           | -           | 29     | 6      |
| 2024-2025       | Lazio           | A               | 25         | 0          | CI              | 2               | 0               |                      | -                    | -                    |             | -           | -           | 27     | 0      |
| Totale Lazio    | Totale Lazio    | Totale Lazio    | 83         | 9          |                 | 5               | 0               |                      | -                    | -                    |             | -           | -           | 88     | 9      |
| 2025-2026       | Como 1907       | B               | -          | -          | CI              | -               | -               | -                    | -                    | -                    | AWC         | -           | -           | -      | -      |
| Totale carriera | Totale carriera | Totale carriera | 83+        | 9+         |                 | 5+              | 0+              |                      | -                    | -                    |             | -           | -           | 88+    | 9+     |

## Palmarès

### Club
- Campionato italiano di Serie B: 1

Lazio: 2023-2024